# Calcio Caldiero Terme
Il Calcio Caldiero Terme, noto semplicemente come Caldiero Terme o Caldiero, è una società calcistica italiana con sede nel comune di Caldiero, in provincia di Verona. Milita in Serie D, la quarta serie del campionato italiano di calcio.

## Storia
L'origine della tradizione sportiva del calcio a Caldiero è stata, per diverso tempo, avvolta da incertezza.
Per vari decenni si tese a considerare come data di fondazione del club il 18 ottobre 1945, attestata sulla stampa locale come giorno d'affiliazione del Gruppo Sportivo Caldiero alla FIGC. L'unica altra testimonianza conosciuta della presenza di una squadra con la predetta ragione sociale era una fotografia del 1940, che ritraeva la relativa formazione in maglia giallo-verde al vecchio stadio Marcantonio Bentegodi prima di un incontro valevole per la Coppa Arena, torneo amichevole che si disputava in primavera a Verona tra diverse squadre del territorio. Dal momento che tale coppa si svolgeva al termine della stagione regolare e non essendoci nelle cronache sportive coeve altri accenni a squadre caldieresi iscritte ai campionati, si postulò che fino al 1945 nessun club caldierese avesse calcato i campi nei campionati ufficiali.
La confusione aumentò negli anni 1980, allorché sui gagliardetti sociali iniziò a campeggiare la dicitura 1967.
Solo nel 2012 fu finalmente fatta chiarezza, stabilendo che la "società madre" del calcio a Caldiero fosse la Libertas Caldiero, fondata nel 1934 (esordì nel Campionato Liberi di Seconda Categoria veronese, girone A) e contraddistinta dai colori bianco-rossi, che sparì nell'annata 1967-1968, lasciando spazio al già citato Gruppo Sportivo Caldiero, che per questo motivo fu talora erroneamente accreditato come fondato nel 1967.
Fino all'inizio del terzo millennio la storia sociale si dipanò nelle divisioni dilettantistiche a carattere locale, mai però oltre l'Eccellenza. Nel 2004 l'arrivo alla presidenza dell'imprenditore Filippo Berti (la sua famiglia, tramite il padre Mario, era vicina al club come sponsor fin dal 1989) permise al Caldiero di godere di maggiori risorse e nel successivo quindicennio i gialloverdi dapprima lasciarono la Prima Categoria (vincendo il proprio girone nell'annata 2007-2008), quindi stazionarono stabilmente tra Eccellenza e Promozione. Dal 2014 iniziarono a proporsi come candidati alla promozione in Serie D, che venne raggiunta nel 2018-2019 grazie alla partecipazione alla finale di Coppa Italia Dilettanti: pur perdendo l'atto conclusivo col Casarano, i termali ottennero comunque l'ammissione all'interregionale dilettantistica in virtù del fatto che i loro avversari erano già qualificati alla D avendo vinto il proprio girone d'Eccellenza.
Fin dalla prima stagione in Serie D il Caldiero seppe battagliare per le prime posizioni: nell'annata 2023-2024 divenne presto una seria pretendente alla vittoria del girone, ingaggiando un prolungato scontro al vertice con Piacenza e Palazzolo. Il 5 maggio 2024, con la vittoria per 4-2 contro la Villa Valle, il Caldiero vince il girone B di Serie D, conquistando la prima storica promozione in Serie C. Nella prima stagione in Serie C, dopo un buon inizio, il Caldiero si ritrova stabilmente nelle retrovie: il 19º posto finale comporta la disputa dei play-out contro la Triestina, che prevale nel doppio scontro in virtù del miglior piazzamento in classifica, sancendo il ritorno dei gialloverdi tra i dilettanti dopo una sola stagione.

## Colori e simboli

### Colori
Il Caldiero veste i colori sociali giallo-verde, che storicamente nelle maglie sono stati declinati in varie soluzioni, quali divise verdi crociate di giallo, giallo con motivi a scacchi delineati in verde o finanche con trame camouflage. Le maglie di cortesia sono attestate nei colori bianco, azzurro, rosso e verde.

### Simboli ufficiali

#### Stemma
Nello stemma sociale (un tempo declinato in scudetto e poi in ancile) campeggia il disegno stilizzato del complesso del monte Rocca, con in evidenza la villa Barni Cassetta (edificio neogotico a pianta ottagonale), e il sottostante complesso dei bagni di Caldiero, le "terme di Giunone".

#### Inno
L'inno del Caldiero è il brano Forza Caldiero/Un cuore gialloverde, scritto e cantato da Rino Davoli.

## Strutture

### Stadio
Il primo campo da calcio usato dalla squadra di cui sia nota menzione (sicuramente tra il 1929 e il 1933) sorgeva in località Strà, all'interno dell'incrocio fra via Don Minzoni e via Sargenti.
In seguito la pratica calcistica si spostò al campo di via Alberoni, che in epoca fascista venne ridotto per permettere l'edificazione della Casa del Fascio (poi convertita in cinema e infine abbattuta per far posto a una palestra); in quella occasione furono costruiti anche gli spogliatoi. Su questo terreno si giocò fino al termine della stagione 1963-1964.
Nella stagione successiva, la squadra emigrò per una sola stagione a Verona sul campo della squadra del Colorificio Scaligero (poi Crazy Colombo), in via Cristoforo Colombo, per permettere la costruzione del nuovo campo in via Conti Da Prato, che fu inaugurato nella stagione 1965-1966 e dove rimase fino al 2007-2008.
Domenica 14 settembre 2008 in via Ponterotto, nella periferia sud del comune, fu infine inaugurato lo stadio Mario Berti, impianto moderno capace di 1 200 posti a sedere in tribune coperte; nelle pertinenze furono ricavati un campo secondario e due campi destinati al settore giovanile, da nove e da sette giocatori, tutti in erba naturale.
Per la prima parte della stagione 2024-2025, dovendo lo stadio "Berti" essere adeguato ai canoni infrastrutturali della Serie C, i gialloverdi usano transitoriamente come campo interno lo stadio Gavagnin-Nocini di Verona-Borgo Venezia, in coabitazione con la Virtus Verona. Una volta effettuati i lavori di ampliamento, il "Berti" (portato a 1 700 posti) è tornato a essere il campo casalingo del Caldiero a decorrere dal 12 febbraio 2025.

## Società
Aggiornato al 3 luglio 2024
- Filippo Berti - Presidente
- Augusto Fanini - Vicepresidente
- Fabio Brutti - Direttore sportivo
- Pasquale Paladino - Segretario
- Nicola Lonzar - Responsabile settore giovanile

## Allenatori e presidenti
Di seguito la cronologia parziale di allenatori e presidenti del Caldiero:
- 1934-1946  ...
- 1946-1948  Mario Ruffo
- 1948-1954  ...
- 1954-1955  Giacomo Conti
- 1956-1969  Beppino Sitta
- 1959-1961  Orfeo Bellesini
- 1964-1968  Gino Zanoni
- 1968-1971  Renato Vallicella
- 1971-1972  Aldo Dapas
- 1976-1978  Pietro Scandola
- 1978-1979  Germano Pistori
- 1979-1980  Renato Vallicella
- 1980-1981  Pietro Scandola
- 1981-1982  Luciano Marascotti
- 1982-1983  Fabrizio Nicoletti
- 1983-1986  Fausto Sonato
- 1986-1987  Luciano Cherobin
- 1987-1989  Giancarlo Brutti
- 1989-1990  Sandro Cherobin
- 1990-1991  Walter Bucci
- 1991-1992  Carlo Prisco
- 1992-1993  Cataldo Carabotti
- 1993-1997  Maurizio Testi
- 1997-1998  Alessandro Renica
- 1998-1999  Giampaolo Cavazza
- 1999-2001  Marco Montagnoli
- 2001-2002  Gianluigi Franchini
- 2002-2004  Sergio Guidotti
- 2004-2005  Nicola Cassa,  Giuseppe Marconcini
- 2005  Gastone Fortini
- 2005-2010  Michele Cherobin
- 2010-2011  Matteo Fattori
- 2011  Michele Purgato
- 2011-2013  Patrizio Minozzi
- 2013  Andrea Poggi
- 2013-2014  Gigi Possente
- 2014-2017  Roberto Piuzzi
- 2017-2021  Cristian Soave
- 2021-2022  Tommaso Chiecchi
- 2022-2023  Fabrizio Cacciatore
- 2023-2024  Cristian Soave
- 2024-2025  Cristian Soave (1ª-23ª)
 Roberto Bordin (24ª-27ª)
 Cristian Soave (28ª-)

- 1934-1946  ...
- 1946-1948  Antonio Giusti
- 1948-1955  Mario Gavagnin
- 1955-1958  Giammaria Fiorini
- 1958-1961  Mario Gavagnin
- 1961-1965  ...
- 1965-1968  Luigi Marcolungo
- 1968-1972  Ernesto Capellari
- 1972-1976  ...
- 1976-1983  Giacomo Fiorini
- 1983-1989  Nereo Angiari
- 1989-2001  Antonio "Loris" Targon
- 2001-2002  Renzo Targon
- 2002-2004  Franco Deliperi
- 2004-  Filippo Berti

## Palmarès

### Competizioni interregionali
- Serie D: 1

2023-2024 (girone B)

### Competizioni regionali
- Seconda Divisione: 1

1948-1949
- Prima Divisione: 1

1952-1953
- Prima Categoria: 3

1959-1960 (girone A), 1994-1995, 2007-2008
- Promozione: 1

2014-2015 (girone A)
- Coppa Italia Dilettanti Veneto: 1

2018-2019

### Competizioni provinciali
- Terza Categoria: 1

1977-1978

## Statistiche e record

### Partecipazione ai campionati
Campionati su base nazionale e interregionale
| Livello | Categoria | Partecipazioni | Debutto   | Ultima stagione | Totale |
| ------- | --------- | -------------- | --------- | --------------- | ------ |
| 3º      | Serie C   | 1              | 2024-2025 | 2024-2025       | 1      |
| 4º      | Serie D   | 6              | 2019-2020 | 2025-2026       | 6      |

### Partecipazione alle coppe
| Competizione            | Partecipazioni | Debutto   | Ultima stagione | Totale |
| ----------------------- | -------------- | --------- | --------------- | ------ |
| Coppa Italia Serie C    | 1              | 2024-2025 | 2024-2025       | 1      |
| Coppa Italia Serie D    | 5              | 2019-2020 | 2025-2026       | 5      |
| Poule Scudetto          | 1              | 2023-2024 | 2023-2024       | 1      |
| Coppa Italia Dilettanti | 1              | 2018-2019 | 2018-2019       | 1      |

## Organico

### Rosa 2024-2025
Aggiornata al 28 gennaio 2025.

### Staff tecnico
Aggiornato al 20 febbraio 2025.
Area tecnica
- Cristian Soave - Allenatore
- Luca Bressan - Vice allenatore
- Federico Da Vià - Preparatore portieri
- Alberto Pitaccolo - Preparatore atletico
- Giona Piercarlo - Fisioterapista
- Lorenzo Tadini - Segretario
- Oscar Cherobin - Team manager
- Giovanni Gianesini - Dirigente accompagnatore
- Gianpaolo Bazzoni - Collaboratore tecnico